# فهد السالك
فهد السالك مواليد 30 أبريل 1991 في المدينة المنورة، هو لاعب كرة سلة سعودي. بدأ مسيرته الاحترافية في سنة 2012. يلعب مع نادي أحد لكرة السلة في الدوري السعودي الممتاز لكرة السلة كلاعب وسط. يبلغ طوله 5 قدم 10 بوصة (1.8 م).
كان من ضمن المنتخب السعودي لكرة السلة في دورة الألعاب الآسيوية لعام 2014 في إنتشون، كوريا الجنوبية. كانت السعودية صاحبة اللقب عندما فازت فيها المملكة العربية السعودية على الهند.

## الإنجازات
تُوِّج بالدوري السعودي الممتاز لكرة السلة 5 مرات مع نادي أحد لكرة السلة، وكأس الأمير فيصل بن فهد لكرة السلة 2013-2014،
وحقق الثلاثية مع نادي أحد عام 2019 وحقق المركز الثالث مع المنتخب السعودي لكرة السلة في دورة الألعاب الآسيوية لعام 2014 في إنتشون.

كما كرم الاتحاد السعودي لكرة السلة فهد السالك نظير مستواه الراقي في المنتخب ومع ناديه أحد على مدار الأعوام الماضية.

## الأنتقالات
سينتقل السالك الي نادي الاتحاد حيث كان مقدم مبلغ 800 ألف ريال سعودي من ناديه السابق أحد وأندية والنصر والهلال والأهلي ولكن قرر اللاعب اللعب في الاتحاد.

## المشاركات

### المنتخب
- الألعاب الآسيوية لعام 2014
- |بطولة أمم آسيا لكرة السلة 2014
- بطولة أمم آسيا لكرة السلة 2015
- بطولة أمم آسيا لكرة السلة 2017
- بطولة أمم آسيا لكرة السلة 2018
- دورة الألعاب الآسيوية 2018
- البطولة الخليجية 2019 (الكويت)[7][8]
- جولة العالم لكرة السلة 3 x 3 في نسختها الثامنة (جدة)[9]

### الأندية
- الدوري السعودي الممتاز لكرة السلة 2018(نادي أحد)
- الدوري السعودي الممتاز لكرة السلة 2019(نادي أحد)

## وصلات خارجية
- فهد السالك على موقع fiba3x3.com (الإنجليزية)
- فهد السالك على موقع كرة السلة الأوروبية.كوم (الإنجليزية)
- فهد السالك على موقع ريلجم (الإنجليزية)
- فهد السالك على موقع بروبوليرز (الإنجليزية)

- الصفحة الرسمية لنادي أحد